# طالب يعقوب
طالب يعقوب (1944 - ) مذيع سوري من الأصوات الإذاعية التي حملها هواء إذاعة دمشق في الربع الأخير من القرن العشرين، وبداية القرن الحادي والعشرين. اشتهر بتقديم البرامج الجماهيرية، وبرنامج مسابقات عالهوا.

## النشأة
ولد طالب يعقوب في طيرة حيفا فلسطين قبل النكبة بأربع سنوات ولم يكد يخطو خطواته الأولى حتى أرغمته الحرب على هجر مسقط رأسه مع أسرته نحو دمشق التي درس في مدارسها وعاشها طفولة وشباباً.

## عمله
كانت بدايته مع الإذاعة بكتابة اقصوصة قصيرة بعنوان حكاية فلسطينية وكان يذيعها بصوته أثناء دراسته الثانوية، عام 1968 تقدم لمسابقة اختيار مذيعين التي اجتازها بنجاح فعرفه المستمعون منذ ذاك اليوم صوتاً دخل قلوبهم و بيوتهم، وعرفه العمل الإذاعي مذيعاً، معداً، مقدماً، إداريا، ً ومحاضرا.ً
- استلم دائرة المذيعين ومن ثم المنوعات في إذاعة دمشق.
- عمل مع صندوق الأمم المتحدة للسكان والتنمية.
- شارك في مؤتمرات المركز الديموجرافي بالقاهرة لقضايا السكان والتنمية.
- محاضر في الأكاديمية السورية الدولية للتدريب والتطوير لفني الإلقاء والظهور.

### من أعماله للإذاعة
- الشريط الطائر
- رمضان والناس
- على الماشي
- مسابقات على الهواء الذي استمر لأكتر من ثلاثين سنة.[3]
- رحلة في زورق الليل
- دقة قلب
- لوعاد بك الزمن
- شمس الأصيل
- يلي بدعتوا الفنون
- إذاعة أيام زمان

إضافة للعديد من البرامج المنوعة التي اشتهر بها.
-وشكل كتابه الذي ضمنه خبرته في العمل الإذاعي بعنوان / تقنيات الإعلام / مرجعاً هاماً لعمل المذيع في فن الإلقاء، وتقنيات الصوت، ومخارج الحروف، والوقف، وعلامات الترقيم، وتمارين التنفس، والتلوين الصوتي، والنبر، واللغة، ومعاني الكلام.

## الجوائز والتكريم
- عام 1987 تم تكريمه من السيد رئيس الجمهورية العربية السورية.
- عام 1998 تم تكريمه من نقابة الصحفيين.
- عام 1997 نال الجائزة الذهبية في مهرجان القاهرة للإذاعة والتلفزيون /مهرجان القاهرة للإعلام العربي /عن سهرة دقة قلب.
- عام 2003 نال الجائزة الذهبية في مهرجان القاهرة للإذاعة والتلفزيون /مهرجان القاهرة للإعلام العربي / للمرة الثانية عن برنامجه لو عاد بك الزمان.

## وصلات خارجية
1. كتاب تقنيات الإعلام